# Frasers Group
Frasers Group plc. ist ein britisches Unternehmen, das seinen Sitz in Shirebrook, Derbyshire hat. Es ist der größte Einzelhändler für Sportartikel im Vereinigten Königreich und benannt nach seiner Beteiligung an der Kaufhauskette House of Fraser. Im Vereinigten Königreich verfügt es über 950 Filialen. Das Unternehmen handelt auch mit Textilien, Schuhen, Kosmetik und Elektronik und besitzt zahlreiche Lizenzen, darunter die Marken Everlast, Lonsdale, Slazenger und No Fear.
Das Unternehmen ist an der Londoner Börse gelistet und Teil des FTSE 100 Index. Der Gründer Mike Ashley hält (Stand 2023) eine Mehrheitsbeteiligung.

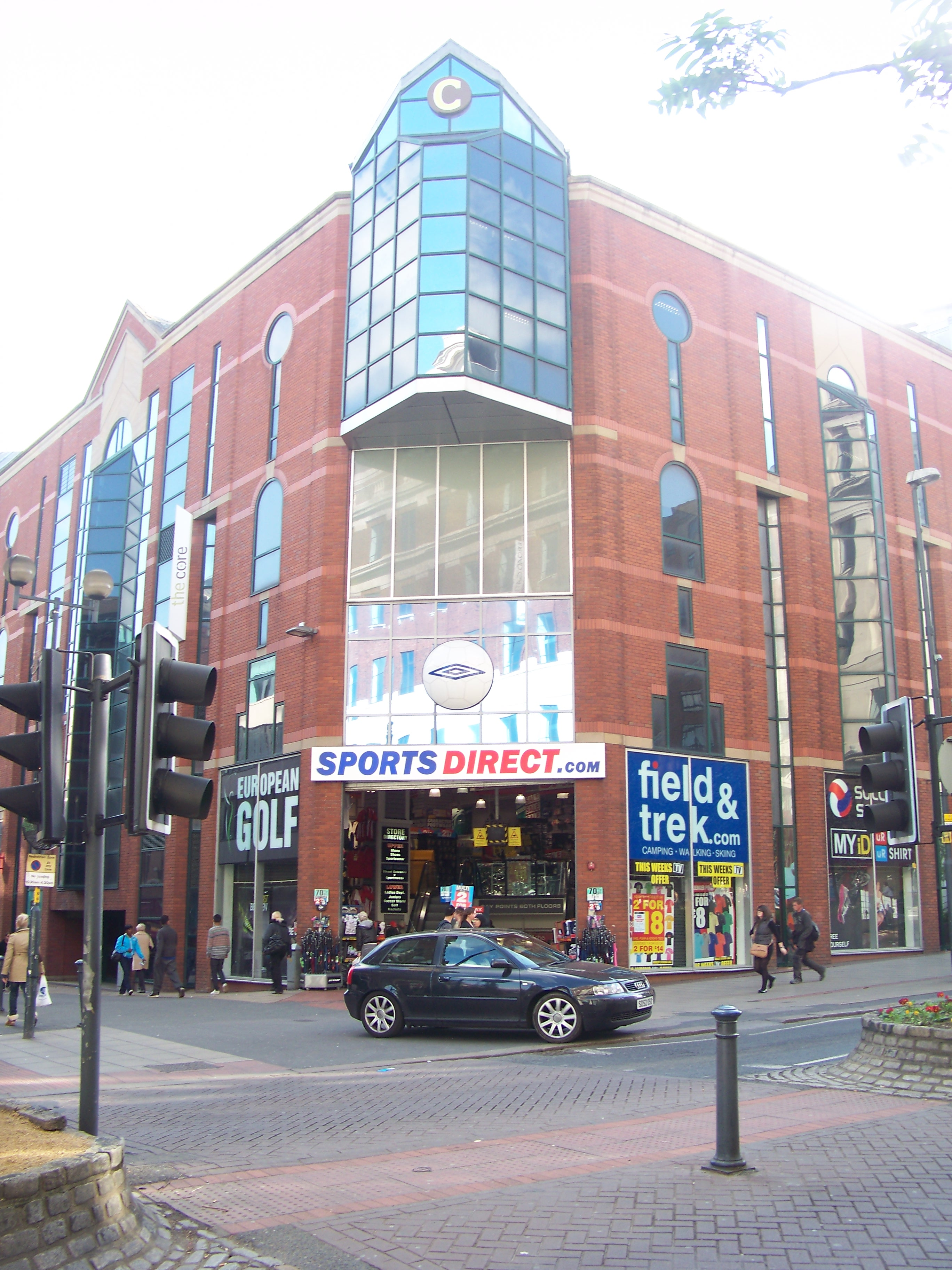
Filiale Sports Direct im Einkaufszentrum The Core, Leeds

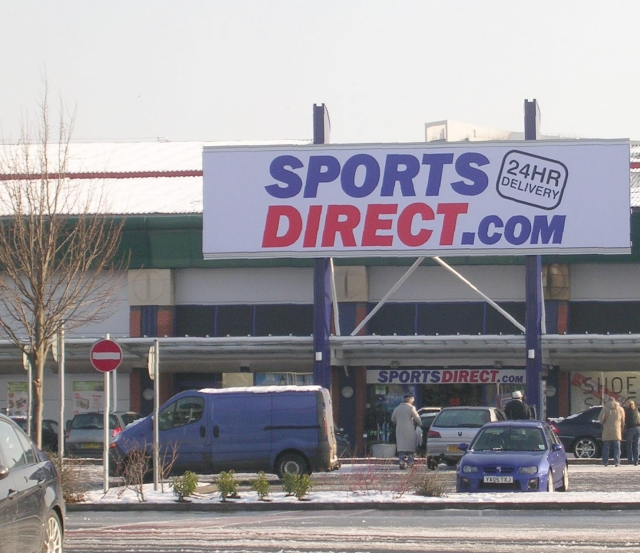
Sports Direct Filiale in Leeds

## Geschichte
Das Unternehmen wurde 1982 von Mike Ashley als Einzelgeschäft in Maidenhead unter dem Namen Mike Ashley Sports gegründet. In den 1990er Jahren bestand das Unternehmen schon aus 100 Filialen in ganz Großbritannien. Die Kette wurde 1997 in Sports Soccer umbenannt und kaufte einige große Marken, darunter Donnay.
Eine Umfirmierung in Sports World International erfolgte in 2003. Am 27. Februar 2007 ging das Unternehmen an die Londoner Börse. Sports World International kaufte im Juni 2007 das Unternehmen Everlast für 84 Mio. £. Im Jahr 2008 wurde Sports World International in Sport Direct International umbenannt.
Im Februar 2013, nachdem der Modehändler Republic in die Insolvenz gegangen war, kaufte Sports Direct International 116 Republic-Filialen, den Markennamen und den Hauptsitz des Unternehmens vom Insolvenzverwalter. Am 1. Juli 2013 erwarb das Unternehmen einen Anteil von 51 % an der österreichischen Sport Eybl & Sports Experts GmbH und am 2. April 2014 erwarb man die übrigen 49 %. Im Juli 2017 kaufte das Unternehmen einen Anteil von 26 % an GAME.
Das Unternehmen änderte am 17. Dezember 2019 seinen Namen von Sports Direct International plc in Frasers Group plc. Im Oktober 2023 gab Frasers bekannt, den deutschen Sportartikelhändler Sportscheck übernehmen zu wollen.
Am 30. November 2023 beantragte Sportscheck Insolvenz.
Im Februar 2024 beteiligte sich die Frasers Group mit 8,9 % an dem britischen Modelleisenbahnhersteller Hornby Railways.
Mit Stand Juli 2025 verfügt die Frasers Group über 25 % der Stimmrechte der Hugo Boss AG.

## Struktur
Neben den Filialen auf den britischen Inseln betreibt das Unternehmen weitere 600 in Europa und Malaysia.
Die Produkte werden hauptsächlich unter der Marke Sports Direct gehandelt, die sowohl Filialen als auch Onlinehandel betreibt. Weitere Einzelhandelsketten des Unternehmens sind Jack Wills, GAME, Flannels, USC, Lillywhites und Evans Cycles.
Das Geschäftsmodell des Unternehmens arbeitet mit niedrigen Margen.